# Осняч-Шустова Анастасія В'ячеславівна
Анастасія В'ячеславівна Осня́ч-Шустова (* 1996) — українська борчиня вільного стилю; майстер спорту міжнародного класу. Срібна призерка чемпіонату Європи.

## З життєпису
Народилась 1996 року. 2013-го стала чемпіонкою світу серед кадетів і виграла срібну медаль на чемпіонаті Європи-2013 серед кадетів у ваговій категорії до 70 кг.
2014 року представляла Україну на Чемпіонаті Європи з боротьби серед юніорів-2014 у Варшаві. Здобула бронзову медаль у ваговій категорії до 72 кг.
2015 року на чемпіонаті Європи серед юніорів в Стамбулі виграла срібну медаль у ваговій категорії до 72 кг, поступившись у фінальному поєдинку Сабірі Алієвій з Азербайджану.
У 2017 році брала участь у міжнародному Гран-прі на призи Олександра Медведя, що проходив у Мінську. Виграла золоту медаль у ваговій категорії до 75 кг. Також стала бронзовою призеркою Чемпіонату світу з боротьби серед молоді до 23 років у Бидгощі того ж року.
2018 року брала участь у Чемпіонаті світу з боротьби U23 2018, який проходив в Стамбулі. Стала чемпіонкою у ваговій категорії до 76 кг.
У 2019 році, виступаючи за жіночу збірну України, вона виграла бронзову медаль Pro Wrestling League в Індії.
Учасниця чемпіонату світу з боротьби-2021 — вагова категорія до 76 кг.
Чемпіонат України з боротьби 2022 — золота медаль. Бронзова призерка «Poland Open» з вільної боротьби-2022. Кубок світу з боротьби-2022 (Коралвілл (Айова)) — золота нагорода.
На Чемпіонаті Європи з боротьби 2024 року в Бухаресті виграла срібну медаль у ваговій категорії до 76 кг, поступившись у фінальному поєдинку Ясемін Адар з Туреччини.
Випускниця Львівського університету фізичної культури.